# Armadilloniscus albus
Armadilloniscus albus är en kräftdjursart som beskrevs av Nunomura 1984. Armadilloniscus albus ingår i släktet Armadilloniscus och familjen Detonidae. Inga underarter finns listade i Catalogue of Life.